# Углово (селище, Всеволожський район)
Углово (рос. Углово) — селище у Всеволожському районі Ленінградської області Російської Федерації.
Населення становить 1278 осіб. Належить до муніципального утворення Романовське сільське поселення.

## Історія
Від 1 серпня 1927 року належить до Ленінградської області.

## Населення
| 2007 | 2010  | 2017  |
| ---- | ----- | ----- |
| 1212 | ↗1233 | ↗1278 |